# Žepče
Žepče je naselje i administrativno središte istoimene općine, smješteno u Zeničko-dobojskoj županiji unutar Federacije Bosne i Hercegovine. Prema popisu stanovništva iz 2013. godine, Žepče broji 30.219 stanovnika. 

## Zemljopis
Žepče je smješteno u srednjoj Bosni, na cestovnoj komunikaciji M17 (na sredini puta između Zenice i Doboja). 
Kroz mjesto prolazi magistralna cesta Sarajevo – Zenica –  Doboj – Bosanski Brod – Slavonski Brod, te željeznička pruga Ploče – Sarajevo, Sarajevo – Bosanski Šamac. Žepče se nalazi između 18° 2’ geografske dužine i 44° 25’ geografske širine, te na 219 m nadmorske visine. Općina Žepče ima 30 000 stanovnika i ima 600 gospodarskih subjekata. Kroz Žepče protječe rijeka Bosna. Žepče se nalazi u dolini, a okružen je planinama koje su pogodne za planinarenje i lovni turizam. Na sjevernoj strani doline nalazi se plodno Žepačko polje. U neposrednoj blizini Žepča i u samom Žepču nalazi se 14 izvora mineralne vode. Jedan od najbogatijih izvora vode nalazi se u naselju Bistrica, 3 kilometra udaljen od Žepča, prema Zavidovićima.

### Klima
Žepče ima umjereno-kontinentalnu klimu s prilično oštrim zimama i toplim ljetima. Na klimu znatno utječe geografski položaj, reljef (u ovom slučaju kotlinski) kompleksi zelenih površina i rijeka Bosna.  
Područje je potpuno otvoreno prema sjeveru europskog kopna, pa je tijekom zime izloženo utjecaju hladnih zračnih masa sa sjeveroistoka. Zimi na ovo područje ima veliki utjecaj i sibirska anticiklona koja donosi izrazito niske temperature, čak i ispod -25°C, dok visoki planinski lanac Dinarida, na jugu, sprječava značajniji utjecaj Mediterana na klimu ovog područja.
U zimskim mjesecima česta je pojava i temperaturnog obrata (temperatura s porastom visine raste), a uz tu pojavu javlja se i magla i niska naoblaka koja zna potrajati i po nekoliko dana, donoseći vrlo hladno vrijeme uz ujednačene temperature zraka, bez velike dnevne amplitude.
Srednja godišnja temperatura zraka iznosi 10,7°C. Siječanj je najhladniji mjesec sa srednjom mjesečnom temperaturom zraka od -0,4°C, dok je kolovoz najtopliji sa srednjem mjesečnom temperaturom zraka od 20,5°C. Izraženo je godišnje kolebanje temperature zraka, kao i visoka amplituda apsolutnih ekstremnih temperatura, koja odražava visok stupanj kontinentalnosti klime. Najniža temperatura izmjerena je 13. siječnja 2003.,a iznosila je -27,5°C, dok je najviša temperatura zabilježena 14. kolovoza 2003., a iznosila je 39,5°C. 
Napomena-klimatološki podaci uzeti s meteorološke postaje Donji Lug.
Godišnji hod temperature po mjesecima:
| Mjesec           | siječanj | veljača | ožujak | travanj | svibanj | lipanj | srpanj | kolovoz | rujan | listopad | studeni | prosinac |
| Temperatura (°C) | -0,4     | 1,9     | 6,0    | 10,0    | 15,6    | 18,9   | 20,4   | 20,3    | 15,1  | 11,4     | 5,8     | 0,3      |

## Stanovništvo
Po posljednjem službenom popisu stanovništva iz 1991. godine, općina Žepče imala je 22 966 stanovnika, raspoređenih u 23 naselja.
| Stanovništvo općine Žepče |                  |                  |                  |                |                |
| godina popisa             | 2013.            | 1991. *          | 1991.            | 1981.          | 1971.          |
| Bošnjaci/Muslimani        | 11.727 (38,81 %) | 11.676 (35,54 %) | 10.820 (47,11 %) | 8769 (44,39 %) | 7531 (44,54 %) |
| Hrvati                    | 17.801 (58,91 %) | 17.916 (54,53 %) | 9100 (39,62 %)   | 7813 (39,55 %) | 7174 (42,43 %) |
| Srbi                      | 501 (1,66 %)     | 2398 (7,30 %)    | 2278 (9,91 %)    | 2004 (10,14 %) | 2028 (11,99 %) |
| Jugoslaveni               |                  |                  | 546 (2,37 %)     | 832 (4,21 %)   | 56 (0,33 %)    |
| ostali i nepoznato        | 190 (0,63 %)     | 866 (2,64 %)     | 222 (0,96 %)     | 336 (1,70 %)   | 117 (0,69 %)   |
| ukupno                    | 30.219           | 32.856           | 22.966           | 19.754         | 16.906         |

- Općina u promijenjenim granicama 1991. godine.

#### Žepče (naseljeno mjesto), nacionalni sastav
| Žepče              |                |                |                |
| godina popisa      | 1991.          | 1981.          | 1971.          |
| Bošnjaci/Muslimani | 3367 (60,43 %) | 2337 (54,89 %) | 2242 (69,86 %) |
| Hrvati             | 1450 (26,02 %) | 935 (21,96 %)  | 637 (19,85 %)  |
| Srbi               | 270 (4,84 %)   | 252 (5,91 %)   | 227 (7,07 %)   |
| Jugoslaveni        | 381 (6,83 %)   | 640 (15,03 %)  | 33 (1,02 %)    |
| ostali i nepoznato | 103 (1,84 %)   | 93 (2,18 %)    | 70 (2,18 %)    |
| ukupno             | 5571           | 4257           | 3209           |

### Popis Hrvata katolika u Žepču 1743.
- broj sela: 6
- broj kuća: 74
- odrasli: 368
- djeca: 258
- ukupno stanovnika: 626[1]

## Naseljena mjesta
Adže, Begov Han, Bistrica, Bljuva, Brankovići, Čusto Brdo, Debelo Brdo, Donji Lug, Globarica, Goliješnica, Golubinja, Gornja Golubinja, Gornja Lovnica, Gornji Lug, Grabovica, Komšići, Lupoglav, Ljeskovica, Ljubatovići, Ljubna, Matina, Mračaj, Orahovica, Osova, Ozimica, Papratnica (dio), Pire, Ponijevo, Radunice, Ravne Donje, Ravne Gornje, Selište, Tatarbudžak, Varošište, Vašarište, Vinište, Vitlaci, Vrbica, Želeće, Željezno Polje i Žepče.

## Granice općine
██ Hrvati
██ Srbi
██ Muslimani
2001. promijenjene su granice općine tako da su u žepačku općinu ušla i sljedeća sela iz susjednih općina Zavidovići i Maglaj: Adže, Pire, Ponijevo, Matina, Ljubatovići, Grabovica, Čustovo Brdo, Komšići, Radunice i Globarica koja su do tada pripadala općini Maglaj, i naselja Brankovići, Donji Lug, Gornji Lug, Vrbica, Debelo Brdo, Osova, Vinište i Gornja Lovnica koja su do tada pripadala općini Zavidovići.

## Ime
Ime Žepče izvedeno je iz latinske riječi emtio (kupnja). Izvođenjem -xemtio-xepcio-xepce- dolazimo od imena Žepče.

## Povijest

### Prapovijest
Kraj naseljen još u prapovijesti. Bogat je nalazištima i tragovima ljudskih naselja iz neolita i brončanog doba.

### Antika
Naseljen u rimskom dobu. Bogata nalazišta iz vremena rimske države.

### Srednjovjekovna Bosna
U vrelima je zapisano da Žepče održava trgovačke veze s Dubrovačkom Republikom potkraj 12 stoljeća.
Žepče se prvi put spominje 14. listopada 1458. godine u povelji Stjepana Tomaša, te je taj nadnevak uzet za dan općine Žepče. Za vrijeme turske vlasti bio je manja utvrda. Kralj je boravio u Žepču i tom prigodom izdao povelju žepačkome logotetu Stjepanu Ratkoviću.
Prvu katoličku crkvu u Žepču izgradio je u blizini žepačke kule bosanski kralj Stjepan Tomaš 1446. godine, a bila je posvećena sv. Tomi. Najstarija osnovana katolička župa u žepačkom kraju je Osova, s kojom je u svezi svetište Velike Gospe.

### Osmanska Bosna
Godine 1568. pretpostavlja se da je u Žepču izgrađena glavna džamija Ferhadija, a izgradio ju je Ferhad-beg, koga su u Žepču zvali Ferhad paša. U osmanska vremena u Žepče dolaze Židovi. Zadržavaju se i od 17. stoljeća imaju svoje groblje.
Oko 1865. u Ponijevu u žepačkoj općini izdavan je satirično-polemični list Bismillah urednika fra Franje Momčinovića.

### Austro-Ugarska
U Austro-Ugarskoj sjedište kotara u Travničkom okrugu.
Pravoslavna crkva u Žepču izgrađena je 1894. godine i posvećena je Rođenju Presvjete Bogorodice. 
Građanska čitaonica osnovana je 1880. godine. 4. listopada 1880. Žepče je dobilo Državnu pučku školu.

### Kraljevina Jugoslavija
Od 1929. godine u Drinskoj banovini. Banovina Hrvatska osnovana 1939. nije obuhvatile hrvatski naseljeno Žepče. Nakon stvaranje Banovine, Seljačko-demokratska koalcija tražila je da se kotar Žepče priključi Banovini Hrvatskoj.

### NDH
U NDH dio Velike župe Lašva-Glaž, Velike župa Lašva-Pliva u kojima je bio sjedište kotarske oblasti. Kotarska oblast Žepče obuhvaćala je općine Novi Šeher, Vozuće (sjedište Gare), Zavidoviće i Žepče.

### Žepče za vrijeme rata 90-ih godina 20. stoljeća
Za vrijeme rata u BIH Žepče je obranjeno nadljudskim naporima HVO-a. 
Dana 27. siječnja 1992., osnovana je Hrvatska zajednica Srednja Bosna, čiji je teritorij jednak današnjoj općini Žepče. S obzirom na situaciju, bilo je prirodno da se otvaranjem komunikacije preko Dubrava područja od Studenaca do Rajševa, južni dio Hrvatske zajednice Usore (Komušina) uveže s Hrvatskom zajednicom Srednjom Bosnom, odnosno sa Žepčem, što je i učinjeno 24. svibnja 1992. Već sljedeći dan kreće velika ofenziva u predjelu Gornje Komušine, koja se u narednim tjednima proširuje i s teslićke strane napadom na Studence. Sve regionalne zajednice su zajednički povezane u travnju 1992. godine, osnivanjem Hrvatskog vijeća obrane. Potkraj 1992. godine, na sastanku u Travniku pod predsjedanjem Mate Bobana je donesena odluka da se sve hrvatske zajednice ujedine u vrhovnu, Hrvatsku zajednicu Herceg-Bosnu, tako je Žepče pristupilo Herceg-Bosni. 
S početkom srpske agresije na Bosnu i Hercegovinu žepački kraj zajednički brane Hrvati i Muslimani organizirani politički i vojno kroz HVO. Muslimani i Hrvati su imali zajedničku ratnu bolnicu, zajedničke ratne medicinske ekipe, borili se skupa na bojišnicama. S prvim ratnim okršajima između Bošnjaka i Hrvata i u Žepču rastu međusobne napetosti. Bošnjaci napuštaju bojišnice, čak bježe iz rovova pa zbog toga neke linije "pucaju" i ginu hrvatski vojnici, a mnogi su ranjeni. Kada je formirana Armija BiH u Žepču, napetosti su još veće. Na katolički blagdan Sv. Ivana Krstitelja, 24. lipnja 1993. godine, dok se služila sveta misa, počeo je napad bošnjačkih snaga na Žepče. Napadnuto je Žepče, ali i sela Papratnica, Bistrica, Ljeskovica i Novi Šeher. Žepački HVO uspio je zaustaviti taj bošnjački napad. Žepački kraj od toga sukoba je u potpunom okruženju srpskih snaga s jedne i Armije BiH s druge strane. Borbe su žestoke, s mnogo ranjenih i poginulih vojnika je na sve tri strane.
Žepče se našlo u okruženju većinski muslimanske Armije BiH iz pravaca Zenice, Maglaja i Zavidovića. Uz mnoge žrtve Žepče nije palo i nije doživjelo sudbinu Hrvata iz sela Kiseljaka - općina Žepče (30 žrtava koje je pogubila Armija BiH), Željezno polje - općina Žepče (43 ubijena Hrvata koje je pogubila Armija BiH) ili sela Dusine u zeničkoj općini koje je 26. siječnja 1993. masakrirano koje je pogubila VII. muslimanska brdska brigada čijim je drugim bataljunom zapovijedao Šerif Patković zvani Geler, danas ministar branitelja FBiH. Datum 26. siječnja 1993. uzima se i kao početak muslimansko-hrvatskog rata.
Strahovit zločin nad hrvatskim civilima počinili su vojnici Armije BiH 16. kolovoza 1993. godine u selu Kiseljaku, istočno od Žepča (vidi Pokolj u Kiseljaku 16. kolovoza 1993.). Preobučeni u uniforme vojnika HVO-a, diverzanti 303. i 314. brigade III. korpusa Armije BiH neometano su, predvečer upali u to hrvatsko selo. Vojnici HVO-a bili su iznenađeni i dok su se konsolidirali i stali odupirati, vojnici Armije BiH počinili su zločine nad starcima, ženama i djecom. Vatrenim i hladnim oružjem život su izgubile 43 osobe. Kada su upali u selo, vojnici Armije BiH iz kuća su istjerali civile i postavili ih kao živi zid prema lokalnoj postrojbi HVO-a.
Zaprepašteni zločinom u selu Kiseljak nad običnim ljudima, čak invalidima i djecom, Hrvati žepačkog kraja vapili su za pomoć i zaštitu. Predsjednik HVO-a Žepča i dopredsjednik HDZ-a Bosne i Hercegovine Perica Jukić, u svom otvorenom pismu upućenom između ostalih i kardinalu Franji Kuhariću kao i cjelokupnoj međunarodnoj javnosti za taj ratni zločin optužio je izravno Aliju Izetbegovića. Bošnjačke civilne i vojne vlasti nisu dopuštale inozemnim novinarima pristup Žepču, kao ni humanitarnim organizacijama i europskim promatračima, blokiranjem putova i polaganjem mina. U sukobu Armije BiH i HVO-a na području općine Žepče ubijeno je 96 Hrvata, a 4000 ih je pronašlo spas u zbjegu u Hercegovinu ili Hrvatsku.
Ratne 1994. Hrvatska salezijanska provincija primila je poziv Ordinarijata Vrhbosanske nadbiskupije i općinskih vlasti Žepča da preuzme brigu oko izgradnje i vođenja Katoličkog školskog centra u Žepču, što je prihvatila. Sljedeće godine došla je prva skupina salezijanaca i uključila se u odgojno-obrazovni rad u srednjoj školi. Katolički školski centar gradi se od 1997. godine, kad je položen kamen temeljac. Žepačka općina darovala je zemljište za izgradnju, površine 70 000 m2. 1999. je proradila Tehničko-obrtnička škola. Na godinu je proradila Opća gimnazija. Godine 2003. izgrađena je upravna zgrada KŠC-a i prostori za salezijansku zajednicu. Nova školska radionica gradi se od 2004. godine.

## Gospodarstvo
Nakon rata izrazito se razvija malinarstvo i voćarstvo u kulturama koje tradicionalno uspijevaju u ovim krajevima: jabuke, kruške i orasi. Zbog plodnog tla razvijena je i poljoprivreda. Postoji i nekoliko tvornica:
- "Mahnjača" - kožna industrija, sada u stečaju
- "Galanterija" - industrija drveta, ne radi punim kapacitetom

U Žepču postoji mnogo trgovina i kafića.

## Poznate osobe
- fra Vjeko Ćurić, hrvatski svećenik, misionar, mučenik
- Nedžad Ibrišimović, bošnjački književnik
- Marko Jozinović, vrhbosanski nadbiskup
- Ismet ef. Muftić, zagrebački muftija
- Ilhamija Žepčak, bošnjački alhamijado pjesnik i vjerski pisac

## Spomenici i znamenitosti
Spomenik sv. Ante nalazi se na staroj cesti prema selu Donje Ravne, niže pruge, star oko pet stotina godina. Ovaj kršćanski spomenik se nekada prije nalazio nekih petstotinjak metara dalje pa je premješten, na sadašnju lokaciju. Razlog tomu je od velike etičke i moralne važnosti; naime zemlju na kojoj se sad nalazi je bila nekad davno posjed jednog Muslimana kojem se razboljelo dijete. Čovjek, koji je želio spasiti svoje dijete se i zavjetovao svetom Anti s obećanjem; ako ozdravi da će darovati dio zemlje za njegov spomenik. To je na sveopću sreću i uslijedilo.
Židovsko groblje, staro preko 300 godina.
Spomenik radničkoj klasi podignut je za vrijeme SFRJ.

## Obrazovanje
U općini Žepče postoji pet osnovnih škola, četiri redovne i jedna paralelna:
- Osnovna škola "Žepče", Žepče
- Osnovna škola "Fra Grga Martić", Ozimica
- Osnovna škola "Begov Han", Begov Han
- Osnovna škola "Abdulvehab Ilhamija", Željezno polje
- Osnovna Glazbena škola "Katarina Kosača Kotromanić", Žepče

Škole imaju petnaest, a Glazbena škola osam područnih odjela.
Na području Općine djeluju i četiri srednje škole, kojima je osnivač Općina: 
- Srednja mješovita škola "Žepče"
- Srednja Glazbena škola "Katarina Kosača Kotromanić"
- Gimnazija KŠC-a Don Bosco
- Tehničko-obrtnička škola KŠC-a Don Bosco

Katolički školski centar "Don Bosco" je ustanova kojom upravljaju katolički redovnici salezijanci. Pri KŠC-u od 2021. godine djeluje Učenički dom. Ovaj školski centar je jedan od najopremljenijih u BiH. 
Učenici su upisani u četverogodišnje gimnazijske, tehničke i umjetničke programe te razne trogodišnje programe za obrtnička zanimanja. Gotovo 90 % učenika nastavlja obrazovanje nakon osnovne škole.

## Mediji
- Radio postaja Žepče 95,9 MHz
- Radio Žepče 88,2 i 101,6 MHz

## Kultura
U Žepču djeluje nekoliko KUD-ova. U Žepču Hrvati katolici njeguju izvornu glazbu koja se svira na šargiji i violini uz pratnju dvojice pjevača. Pjesama su lirske-domoljubne, lirske ljubavne, pejzažne i lirske-socijalne. Održavaju se mnoge etno manifestacije, prela, sijela, večeri izvorne glazbe, ali treba naglasiti da mnoge priredbe nisu institucionalizirane niti komercijalizirane. Žepčake - Hrvate krasi slično kao i kod Šokaca iz Slavonije velika ljubav prema zemlji na kojoj žive, pjesmi, ženama, dobroj hrani i dobrom piću.

## Šport
- NK Žepče
- NK Don Bosco
- KK Orlovik
- KK Žepče
- Teniski Klub "CLUB T" Žepče Žepče
- Rukometni klub Žepče (www.rkzepce.com )
- Kajak-kanu klub "550" Žepče
- ŽOK Žepče
- OK Žepče
- KK Ipon Žepče
- Plesni klub LDF Žepče

Od 2013. održava se Božićni malonogometni turnir Žepče.

## Unutarnje poveznice
- Bošnjačko-hrvatski sukob: Zenica i Žepče
- Gradski stadion Žepče

## Vanjske poveznice
Službene stranice općine Žepče